# 125e division d'infanterie (France)
Pour les articles homonymes, voir 125e division.
La 125e division d'infanterie est une division d'infanterie de l'armée de terre française qui a participé à la Première Guerre mondiale.

## Les chefs de la125edivisiond’infanterie
- 15 juin 1915 - 6 octobre 1916 : Général Caré
- 6 octobre 1916 - 22 juin 1918 : Général Diébold
- 22 - 24 juin 1918 : Général Desvoyes
- 24 juin - 28 août 1918 : Général Diébold
- 28 août 1918 - 12 janvier 1919 : Général Mangin

## Première Guerre mondiale

### Composition
- Infanterie

72e Régiment d’Infanterie de juin 1915 à décembre 1916
76e Régiment d’Infanterie de juin 1915 à novembre 1918 (76e RI de Coulommiers)
91e Régiment d’Infanterie de juin 1915 à décembre 1916
131e Régiment d’Infanterie de juillet 1915 à novembre 1918 (131e RI d'Orléans)
- Cavalerie

1 escadron du 10e régiment de dragons de juin 1915 à janvier 1917
2 escadrons (puis 1 escadron à partir de juillet 1917) du 8e régiment de chasseurs à cheval de janvier 1917 à novembre 1918
- Artillerie

2 groupes de 75 du 45e régiment d'artillerie de campagne de juin 1915 à juillet 1917
1 groupe de 80 du 35e régiment d'artillerie de campagne de juillet 1916 à juillet 1917
3 groupes de 75 du 245e régiment d'artillerie de campagne de juillet 1917 à novembre 1918
156e batterie de 75-150 du 45e régiment d'artillerie de campagne de juillet 1916 à janvier 1918
106e batterie de 58 du 45e régiment d'artillerie de campagne de juillet 1916 à janvier 1918
101e batterie de 58 du 245e régiment d'artillerie de campagne de janvier à novembre 1918
6e groupe de 155c du 105e régiment d'artillerie lourde de juillet à novembre 1918
- Génie

1 bataillon du 145e Régiment d’Infanterie Territorial d'août à novembre 1918

### Historique
Constituée le 15 juin 1915.

#### 1915
- 15 juin 1915 – 3 août 1916 : occupation d'un secteur (éléments dès le 12 juin) vers la Haute Chevauchée et le Four de Paris (guerre des mines) :

13 et 14 juillet : attaques allemandes vers la Haute Chevauchée.
27 septembre : attaque allemande vers la Fille Morte.
le 28 septembre : contre-attaque française.

#### 1916
- 3 août – 13 septembre : retrait du front, mouvement vers le camp de Mailly ; instruction. À partir du 1er septembre, transport par V.F. dans la région de Grandvilliers ; à partir du 6 septembre, mouvement vers l'est d'Amiens ; instruction, repos.
- 13 septembre – 14 novembre : mouvement vers la région de Bray-sur-Somme. Engagée, à partir du 29 septembre, dans la Bataille de la Somme, entre le sud de Bouchavesnes et Rancourt (éléments engagés, dès le 20, avec la 10e D.I.) :

25 septembre et les jours suivants : attaques françaises sur le bois de Saint-Pierre-Vaast.
3 et 7 octobre, 5 et 6 novembre : attaques françaises sur le bois de Saint-Pierre-Vaast (éléments de la 10e DI engagés, du 7 au 17 octobre).
17 - 29 octobre : en réserve dans la région de Villers-Bretonneux.
- 14 novembre – 16 décembre : retrait du front, mouvement vers Conty ; à partir du 17 novembre, transport par V.F., de Lœuilly, dans la région de Mairy-sur-Marne ; repos. À partir du 30 novembre, transport par camions dans la région de Ramerupt ; repos et instruction.
- 16 décembre 1916 – 6 janvier 1917 : mouvement, par Arcis-sur-Aube et Montmort, vers la région de Courlandon ; repos.

#### 1917
- 6 janvier – 1er février : stationnement entre la Vesle et l'Aisne (éléments en secteur au bois de Beau Marais).
- 1er février – 7 mars : occupation d'un secteur vers Sapigneul et la Miette : 16 février, attaque locale sur la ferme du Choléra.
- 7 mars – 1er avril : retrait du front, repos vers Pourcy ; à partir du 12 mars, instruction vers Ville-en-Tardenois.
- 1er – 19 avril : occupation d'un secteur entre la Miette et le Ployon, dans les environs de Pontavert.

13 avril : retrait du front et rassemblement en vue de l'attaque.
15 avril : Bataille du Chemin des Dames, attaque en 2e ligne et progression en direction de Juvincourt-et-Damary.
- 19 avril – 2 mai : occupation du secteur de La Miette, en face de Juvincourt-et-Damary.
- 2 – 14 mai : retrait du front et repos vers Arcis-le-Ponsart.
- 14 mai – 1er juin : occupation d'un secteur vers la Miette et le bois des Buttes, étendu à gauche, le 18 mai, jusqu'au Ployon.
- 1er juin – 3 juillet : retrait du front, repos vers Montigny-sur-Vesle. À partir du 14 juin, repos et instruction vers Arcis-le-Ponsart. À partir du 30 juin, repos vers Montigny-sur-Vesle.
- 3 – 26 juillet : occupation d'un secteur vers Chevreux et le Ployon.
- 26 juillet – 14 août : retrait du front ; repos vers Serzy-et-Prin, puis à partir du 12 août, vers Ventelay.
- 14 août – 4 septembre : mouvement vers le front ; occupation d'un secteur vers Chevreux et le Ployon.
- 4 – 23 septembre : retrait du front, repos vers Serzy-et-Prin.
- 23 septembre – 14 octobre : occupation d'un secteur vers Chevreux et le Ployon.
- 14 – 29 octobre : retrait du front, repos vers Serzy-et-Prin.
- 29 octobre – 29 novembre : occupation d'un secteur entre la Miette et le Ployon.

21 novembre : attaque et prise du saillant sud-ouest de Juvincourt-et-Damary.
- 29 novembre – 17 décembre : retrait du front, repos vers Serzy-et-Prin.
- 17 décembre 1917 – 22 janvier 1918 : occupation d'un secteur dans la région de la forêt de Vauclerc, le Ployon.

#### 1918
- 22 janvier – 11 mars : retrait du front, mouvement vers Fismes, puis vers Chamant ; repos et instruction.
- 11 – 22 mars : mouvement vers Vic-sur-Aisne et Crépy-en-Valois ; travaux de 2e position.
- 22 – 29 mars : transport par camions vers Chauny ; à partir du 23 mars, engagée, vers Quierzy (en liaison avec l'armée britannique) dans la 1re Bataille de Noyon : mouvement offensif sur Tergnier ; puis combats en retraite sur l'axe Viry-Noureuil, Rouez, Abbécourt, Marest-Dampcourt et Cuts. Résistance sur l’Oise et organisation d'un secteur vers Quierzy.
- 29 mars – 13 avril : retrait du front ; reconstitution vers Vic-sur-Aisne, puis vers Marest-sur-Matz et travaux.
- 13 avril – 10 juin : mouvement vers le front et occupation d'un secteur vers la Berlière et Plessis-de-Roye, étendu à gauche, le 30 mai jusque vers Orvillers-Sorel. À partir du 9 juin, engagée dans la Bataille du Matz : résistance au choc ennemi à Ricquebourg, à Vignemont et à Antheuil ; organisation d'un nouveau secteur dans cette région. Du 9 au 15 juin, la 125e D.I va enregistrer 144 tués, 665 blessés et 3.396 disparus (Cf: JMO) soit 4.205 hommes mis hors de combat.
- 10 – 27 juin : retrait du front ; le 15, transport vers Dammartin-en-Goële ; repos, reconstitution et instruction d'éléments américains. À partir du 24, transport par camions vers Artonges.
- 27 juin – 17 juillet : occupation d'un secteur entre Courthiézy et l'ouest de Jaulgonne. À partir du 15 juillet, engagée dans la 4e bataille de Champagne : résistance à l'offensive allemande, sur la position principale.
- 17 juillet – 13 août : retrait du front, repos vers Artonges ; à partir du 24 juillet, mouvement vers Fère-Champenoise ; le 27, transport par V.F., d'Arcis-sur-Aube, de Sommesous et de Mailly-le-Camp, vers Colombey-les-Belles ; repos et reconstitution dans cette région.
- 13 août – 27 septembre : mouvement vers le front, et, à partir du 20 août, occupation d'un secteur sur la Seille, entre Brin et Clémery, réduit à droite, le 30 août, jusque vers Arraye-et-Han.
- 27 septembre – 6 octobre : retrait du front ; à partir du 29 septembre, transport par V.F. de Pont-Saint-Vincent et de Jarville, dans celle de Vitry-la-Ville, puis mouvement vers Ripont ; préparatifs d'offensive.
- 6 – 25 octobre : occupation d'un secteur vers Challerange et Monthois. Engagée à la fin de la Bataille de Champagne et d'Argonne : 10 octobre, prise de Challerange et Monthois; progression jusqu'à l'Aisne ; puis organisation du terrain conquis, vers Olizy et Falaise et à partir du 14, reprise de l'offensive ; combats vers Olizy et Falaise.
- 25 octobre – 11 novembre : retrait du front, mouvement par étapes vers Mourmelon-le-Grand ; repos vers Trépail. À partir du 5 novembre, engagée, en 2e ligne, dans la Poussée vers la Meuse. Se trouve au moment de l'armistice, à 8 kilomètres au sud-ouest de Rethel.

### Rattachements
- Affectation organique : 5e Corps d’Armée, de juin 1915 à novembre 1918

- 2e armée

26 juin – 6 août 1916
- 3e armée

23 – 25 mars 1918
2 avril – 14 juin 1918
- 4e armée

7 – 29 août 1916
17 novembre – 17 décembre 1916
30 septembre – 1er novembre 1918
- 5e armée

15 juin 1915 – 25 juin 1916
18 décembre 1916 – 20 avril 1917
24 – 26 juillet 1918
2 – 11 novembre 1918
- 6e armée

30 août – 16 novembre 1916
28 octobre 1917 – 22 mars 1918
26 mars – 1er avril 1918
24 juin – 16 juillet 1918
- 8e armée

27 juillet – 29 septembre 1918
- 9e armée

17 – 23 juillet 1918
- 10e armée

21 avril – 27 octobre 1917
15 – 23 juin 1918